# أكتيوم

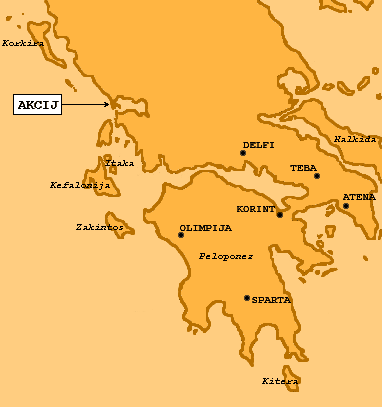

أكتيو (Ακταίο) هو بروز صخري في شمال شرق أكارنانيا في مدخل خليج أمبراكيا في اليونان. وهو يقابل مدينة نيكوبوليس